# 갈레노스
클라우디오스 갈레노스(라틴어: Claudius Galenus, 그리스어: Κλαύδιος Γαληνός, 129년 9월 1일 ~ 199년?)는 로마 제국 당시의 고대 그리스의 의학자이자 철학자이다.
페르가몬에서 출하였으며 스미르나·알렉산드리아 등지에서 의학을 배운 후 출생지에서 의료 활동을 시작했는데, 후에 로마로 이주하여 유명해졌다. 로마에서 마르쿠스 아우렐리우스를 비롯한 4명의 황제의 시의(侍醫)가 되었으며 히포크라테스 이래 최고의 의학자로 꼽히며 고대 의학의 완성자로 널리 알려져 있다. 생체 해부를 실시하였고, 특히 신경계에 관해서는 실험적인 연구를 많이 하였다. 그는 의사에 대해 '최고의 의사는 철학자'라는 유명한 말을 남겼다. 400권 이상의 철학 및 의학 관계 저술이 있다.

## 생애

Galenou Apanta, 1538

### 생애 초반

#### 출생과 유년시절
갈레노스는 129년 9월 1일에 그 당시 문화와 지식의 중심지였던 페르가몬(현 터키의 베르가마)에서 출생하였다. 그의 집안은 풍족했으며 그의 아버지 아엘리우스 니콘은 파트리키 계급의 건축가였다. 니콘은 건축뿐만 아니라 수학, 철학, 천문학, 식물학 등에도 관심이 많았다. 갈레노스의 어머니에 대해 알려진 것은 성질이 사나웠다는 것밖에 없으며 이런 어머니로부터 어린 갈레노스를 보호하기 위하여 당시 어머니나 보모가 어린아이를 키우던 보편적인 상황과는 다르게 니콘은 그를 직접 가르치고 자신이 알고 있는 의학과 철학에 대한 많은 것들을 알려주었다. 더욱이 니콘은 갈레노스를 고대 그리스의 체육장 김나지움에 보내어 달리기, 레슬링, 수영, 창던지기 등을 배우게 하기도 하였다.

#### 성장기
아버지의 영향으로 갈레노스는 과학과 철학을 좋아하였으며 13살 전까지 이미 3권의 책을 저술했다고 한다. 14살에 갈레노스는 철학 학교에 진학하여 아리스토텔레스와 에피쿠로스를 포함하여 당대의 중요 철학자에 대해 배우며 성장하였다. 그가 16살이 되던 145년에 그의 아버지 니콘은 의학의 신 아스클레피오스가 나타나 갈레노스에게 의학을 가르치라는 말을 하는 꿈을 꾸었다. 그는 이것이 갈레노스가 위대한 의사가 된다는 신의 계시라 생각하여 갈레노스에게 아스클레피오스의 신전인 아스클레피온에서 의학을 공부할 것을 권유하게 된다. 그리하여 이후 4년 동안 갈레노스는 신전에서 치료하고 연구하던 의사들 아래에서 많은 의술을 배웠다. 그는 그리스 의학의 중심 개념인 프네우마를 이해하였으며 책을 보고 배우기보다는 신전에서 직접적으로 일어나는 치료활동들을 보면서 의술을 익혔다.

#### 유학 생활
갈레노스가 19살이 된 해인 148년에 그의 아버지가 사망한다. 그 후 페르가몬에서의 생활이 아버지를 그리워하게 하자 갈레노스는 더 넓은 곳에서 공부하고자 페르가몬을 떠나기로 한다. 자신이 발견한 히포크라테스의 뜻을 따라 여행을 하게 된 그는 페르가몬으로 자주 강연을 왔던 의사 펠롭스가 사는 스미르나(현 터키의 이즈미르)로 가게 된다. 갈레노스는 스미르나의 펠롭스 의학 학교에서 다른 학생들과 함께 의학, 식물학, 철학 등을 공부하며 방대한 지식을 습득하였다. 특히 이 시절 갈레노스는 식물학에 심취하여 이후에도 아시아를 포함한 여러 곳을 여행하며 약초를 조사하고 수집하였다. 스미르나에서의 생활 이후 갈레노스는 코린토스, 크레타, 시칠리아를 돌며 공부하였다.
하지만 갈레노스는 그곳들의 학문에 만족하지 못하고 더 넓은 학문의 세계로 가기를 원했다. 결국, 그는 이집트 알렉산드리아로 이동하여 그곳에 있는 대학습원 무세이온에서 연구하였다. 그곳에서 갈레노스는 다른 학자들과 토론하기를 즐겼다. 또한, 해부학을 활발히 연구하며 인체에 대한 자신의 이론을 발전시키게 된다. 알렉산드리아에서의 연구 덕분에 갈레노스는 더는 학생이 아닌 의사의 삶을 살아야겠다고 결심하고 28살이 된 해인 157년 고향인 페르가몬으로 돌아온다.

### 중년기

#### 페르가몬에서의 생활
갈레노스는 페르가몬으로 돌아와 아스클레피오스 신전의 동료 학생들과 선생님들 그리고 아버지 친구들의 도움을 받게 된다. 그들 중 한 명이 자신의 검투사 학교 의사직을 갈레노스와 계약하였다. 갈레노스는 그곳에서 일하면서 많은 상처를 관찰할 수 있었다. 상처가 난 피부 아래로 근육, 신경, 인대를 자세히 관찰하였고 한쪽 뇌가 손상을 입으면 그 반대쪽 몸이 마비된다는 것을 알아내었다. 검투사들이 심하게 다치는 만큼 그는 심장, 간 등 여러 장기를 직접 보고 연구할 수 있었다. 그는 상처가 ‘인체 내부로 열린 창문’이며 이를 통해서 직접적인 인체를 볼 수 있다고 말했다.
그는 이곳에서 직접 수술도 하며 검투사들의 상처를 중점적으로 치료했고 그가 일한 4년 동안 단 5명만이 죽는 쾌거를 이루어 낸다. 이것은 그의 선임자 시절 60만이 죽은 것과 비교하였을 때 매우 비약적인 발전이었다. 검투사의 의사로 4년 동안 생활한 갈레노스는 상처를 포함한 식단, 운동, 위생, 예방조치뿐만 아니라 심한 외상에 대한 치료 중요성을 배움과 동시에 그가 추구하던 의학과 철학에 관하여 연구를 계속하였다.

#### 로마에서의 생활
32살이 된 해인 161년 검투사 학교와의 계약이 만료되자 갈레노스는 페르가몬을 떠나 로마로 이주하였다. 갈레노스는 로마에 도착하자마자 아버지의 친구이자 자신의 스승이었던 에우데무스를 찾아갔다. 그러나 당시 에우데무스의 건강은 아주 좋지 않았고 로마의 수많은 의사가 그의 병을 고치려 노력해 보았지만 아무런 진전이 없었다. 이때 갈레노스가 자신의 의술로 에우데무스를 낫게 하였다. 이 사건을 계기로 갈레노스는 순식간에 의사로서 로마에서 유명해지게 된다.
이후 갈레노스는 보에티우스의 도움을 받아 대중들 앞에서 많은 강연을 할 수 있었다. 이 강연에서 해부 실험을 직접 보여주기도 하였는데 그는 해부를 통해서 돼지의 발성기관이 뇌에 의해서 조절되며, 동맥은 공기 뿐만 아니라 혈액까지 운반한다는 것을 증명하기도 하였다. 더욱이 그는 척수의 중요성과 신장, 방광의 기능을 개의 해부를 통해 대중에게 보여주기도 하였다.
로마에서 가장 유명한 의사가 된 갈레노스는 당시 공동황제였던 마르쿠스 아우렐리우스와 루키우스 베루스의 주치의가 되었다. 나중에 마르쿠스의 아들 콤모두스의 주치의도 된다. 또한, 그의 환자는 대부분이 원로원 의원, 집정관, 건축가, 기술자, 귀족과 같은 당시 로마 사회에서 지위가 높은 사람들이었다.
갈레노스는 이렇게 큰 성공을 거두었지만 37살이 된 해인 166년 갑자기 로마를 떠난다. 자신의 저서에는 잇따른 다른 의사들과의 충돌 때문에 그들의 시기와 질투, 끊임없는 논쟁에 휘말려 그들은 갈레노스에 대해 독살 음모를 꾸미기 시작했으며, 이것에 두려움을 느껴 떠났다고 밝혀놓았다. 그리고 당시 로마를 휩쓸었던 역병에 대한 공포 또한 그를 떠나게 한 이유 중 하나로 보인다.

### 말년기

#### 말년
로마를 떠나 갈레노스는 페르가몬으로 돌아오게 된다. 그러나 당시 로마 제국은 전쟁 탓에 들어온 역병으로 많은 인구를 잃고 있었고 이에 황제였던 마르쿠스 아우렐리우스는 갈레노스를 다시 불러 로마 군사들과 백성을 역병에서부터 치료할 의사가 필요다고 했다. 이에 갈레노스는 다시 로마로 돌아와 황제의 주치의가 된다.
계속해서 로마에 있던 갈레노스는 로마 제국의 17번째 황제인 콤모두스와 20번째 황제인 셉티미우스 세베루스의 주치의로 일했다. 갈레노스는 남은 생애를 꾸준히 글을 쓰면서 보냈다.

#### 사망
갈레노스가 사망한 연도는 확실하지 않다. 그가 70살이 되던 해인 199년에 사망하였다는 기록이 많다. 하지만 갈레노스의 논문 중에는 204년에 쓰인 것도 있고 이슬람 문헌에 의하면 216년에 87살로 사망했다고 나와 있다. .

## 업적

### 의학
갈레노스는 인체의 세밀한 모든 부분이 창조자에 의해서 완벽하게 설계되었다고 믿었다. 그리고 그는 그 창조자를 자연이라고 불렀다. 갈레노스는 이런 세세한 인체의 모습을 관찰하는 것을 매우 좋아했고 그에 따른 여러 이론을 세우기도 했다.
갈레노스는 히포크라테스가 창시한 인간의 몸에는 혈액, 점액, 황담즙, 흑담즙, 이 4가지 채액이 존재한다고 주장하는 사체액설을 믿었다. 그는 이 4가지 체액이 균형을 이루어야 건강하다고 믿었으며 병은 이 4가지 체액이 균형을 이루지 못할 때 온다고 믿었다. 또 그는 프네우마가 신진대사를 조절하고 있다고 믿었다. 유기체의 통일성에 대한 히포크라테스의 개념을 이어받은 그의 생리학은 이후 1400년 동안 의학에 지대한 영향을 끼쳤다.
그의 첫 번째 이론은 아리스토텔레스 때부터 이어져 온 3계의 계통에 관한 이론이다. 기본적으로 이 이론에 의하면 인체에는 3가지의 연결된 계통이 있는데, 그것들은 각각 영양 공급과 성장을 담당하는 자연 기운, 생명의 에너지를 주는 생명 기운, 감각과 지성을 제공하는 동물 기운으로 불린다. 또 간과 정맥은 자연 기운으로, 심장과 혈액은 생명 기운으로, 뇌는 동물 기운으로 각각의 기관들을 각 계통에 연관시켰다.
갈레노스는 위의 이론을 많은 해부를 통하여 얻은 지식과 결합하여 자신만의 더 큰 이론으로 발전시켜 나갔다. 갈레노스 시대의 법은 시체의 해부를 죽은 자에 대한 모독이라고 생각하여 엄격하게 금지하고 있었으므로 갈레노스는 황소, 개, 원숭이, 돼지 등 동물들에 국한될 수밖에 없었다. 따라서 갈레노스의 이론은 순전히 이러한 동물들로부터 얻어진 해부학적 지식을 논리적으로 전개할 수밖에 없었다. 갈레노스는 여러 번의 동물 해부를 통해 동물의 몸이 사람의 몸과 겉모습은 다르지만, 내부구조는 비슷할 것이라고 확신했다. 또한, 인간과 가장 비슷하게 생긴 원숭이가 인간을 대신할 수 있는 가장 좋은 실험 대상이라고 생각했다.
갈레노스의 두 번째 이론은 인체의 체계에 관한 것이다. 이 이론의 목적은 인체의 세 가지 중요한 기능인 소화, 호흡, 신경을 체계적으로 설명하는 것이다. 이론에 의하면 혈액은 음식에서부터 만들어졌으며 간이 음식을 혈액으로 바꾸게 된다. 이것이 자연 기운이며, 정맥을 타고 우심실로 들어가게 된다. 그곳에서 불순물이 제거되고 거품 형태의 가벼운 물질로 바뀌게 된다. 그리고 좌심실로 이동되는데 이때 갈레노스는 좌심실과 우심실을 구분 짓는 벽에 혈액이 스며들 수 있는 작은 구멍이 있다고 주장했다. 한편, 폐에서 공기와 섞여진 프네우마가 좌심실로 들어와 자연기운과 섞이게 된다. 이것이 생명 기운이며 동맥을 타고 전신으로 퍼지게 된다. 뇌와 연결되는 동맥은 아주 작은 그물망 모양을 하게 되는데 이 그물망을 통해 생명 기운이 뇌로 들어가 동물 기운으로 변하게 된다. 이 동물 기운은 신경을 통해 온몸으로 퍼지게 된다. 생명 기운이 뇌로 들어갈 때 지나게 되는 그물망은 발굽이 있는 동물에게는 있지만, 사람에게는 존재하지 않는다.
갈레노스는 동물 해부로 자신의 이론을 뒷받침해주는 실질적인 근거를 얻으려고 하였으며 이를 통해 당대에 알려졌던 바와는 달리 동맥이 운반하는 것이 공기가 아니라 공기와 프네우마, 혈액이 섞인 것이라고 주장하였다. 또한, 정맥과 동맥의 차이점을 언급하며 최초로 인체의 순환계에 대한 이해를 시도하였다. 그의 이론은 온몸에 퍼져 있는 정맥, 동맥, 신경계가 각기 다른 세 종류의 기운들을 운반한다는 것을 주장한다.
그는 그리스 의학의 성과를 집대성하여 해부학, 생리학, 병리학에 걸친 방대한 의학체계를 만들어냈고 이것은 이후 천 수백 년 동안 유럽 의학을 지배하면서 커다란 영향을 끼쳤다. 갈레노스는 동물 해부를 해부학의 토대로 삼았는데 특히 영장류로서 인간의 특징을 많이 가진 바르바리마카크를 이용하였다. 이 밖에 해부를 통해 근육과 뼈의 조직을 정확히 관찰하였으며 7쌍의 뇌 신경을 구분해냈고 심장 판막을 묘사하였다. 또한, 정맥과 동맥의 조직상의 차이점을 세밀히 관찰하였다. 또 뇌가 목소리를 조절한다는 사실을 설명하기 위해 동물의 성대를 묶는다든가, 근육조절 기능을 연구하기 위해 척수를 자른다든가, 신장과 방광의 기능을 보여주기 위해 요관을 묶는 것 등과 같은 생체해부실험으로도 유명했다.

### 약학
갈레노스는 어린 시절부터 약학에 다양한 관심을 보였다. 학생 시절 약학을 공부한 덕에 그것에 대한 깊은 이해가 있었고 약초가 필요할 때에는 외국에서 주문하거나 심지어 직접 채취하러 아시아까지 가기도 했다. 갈레노스 이전에는 디오스코리데스가 식물 중 약으로 사용될 수 있는 것들을 모아 책으로 서술했지만 실제로 약을 만드는데 어느 약초가 얼마만큼 필요한지 정확한 양을 기술한 것은 갈레노스가 처음이었다. 그는 각각의 약제의 투여량과 제조법을 아주 정확하게 기술하였으며 그뿐만 아니라 각각의 투여량에 따른 환자의 반응을 서술하고 그에 따른 투여량의 조절을 설명해 놓는 등 약물치료에 대해서 아주 상세하게 30권의 책에 나누어 서술하였다. 이것이 《갈레노스 약전》으로 불린다.

### 철학
그의 업적은 주로 의학, 해부학, 생리학에 집중되어 있지만 사실 갈레노스는 철학자이기도 하였고 논리와 철학에 대한 많은 글을 썼다. 그의 사상은 이전의 사상가였던 플라톤, 아리스토텔레스 등의 영향을 받았다. 더욱이 그는 의학기술에 철학을 결합하는 것에 높은 관심을 보였다. 그는 '가장 좋은 의사는 바로 철학자이다.'라고 할 정도로 철학을 의학의 일부라 생각하였고 실제로 그의 철학적인 생각들은 자기만의 의료기술을 만드는데 많은 공헌을 하였다.
그는 철학자가 아니더라도 선한 행위를 함으로써 철학적 이상에 가까이 갈 수 있다는 자신의 주장을 기독교인을 예로 들어 설명하기도 했다. 그는 자연에 신의 섭리가 있다는 사실은 믿었지만 하나의 초월적 신을 믿는 일신론자는 아니었고, 오히려 자신의 절충적 입장에 맞게 철학적 해석을 내리기 위해 다양한 이론들을 끌어들였다. 또한 "자연은 어떤 일도 헛되이 하지 않는다."라고 한 아리스토텔레스의 주장을 받아들여 생명 과정에 대해 그는 항상 원리보다는 목적을 알아내고자 하였다. 그는 모든 것이 신에 의해 특별하게 정해진 목적에 따라 생겨났다고 주장하였다. 예를 들면 태양은 인간이 살아 있기 때문에 존재하고 발은 동물이 걷기 위해 있는 것이며 손의 근육이나 뼈 같은 모든 유기적 구조들은 그 형성 목적에 따라 기능을 수행한다는 사실을 입증하려고 노력했으며 이것은 조물주나 자비로운 자연의 힘에 의한 것이라고 믿었다.

## 저서

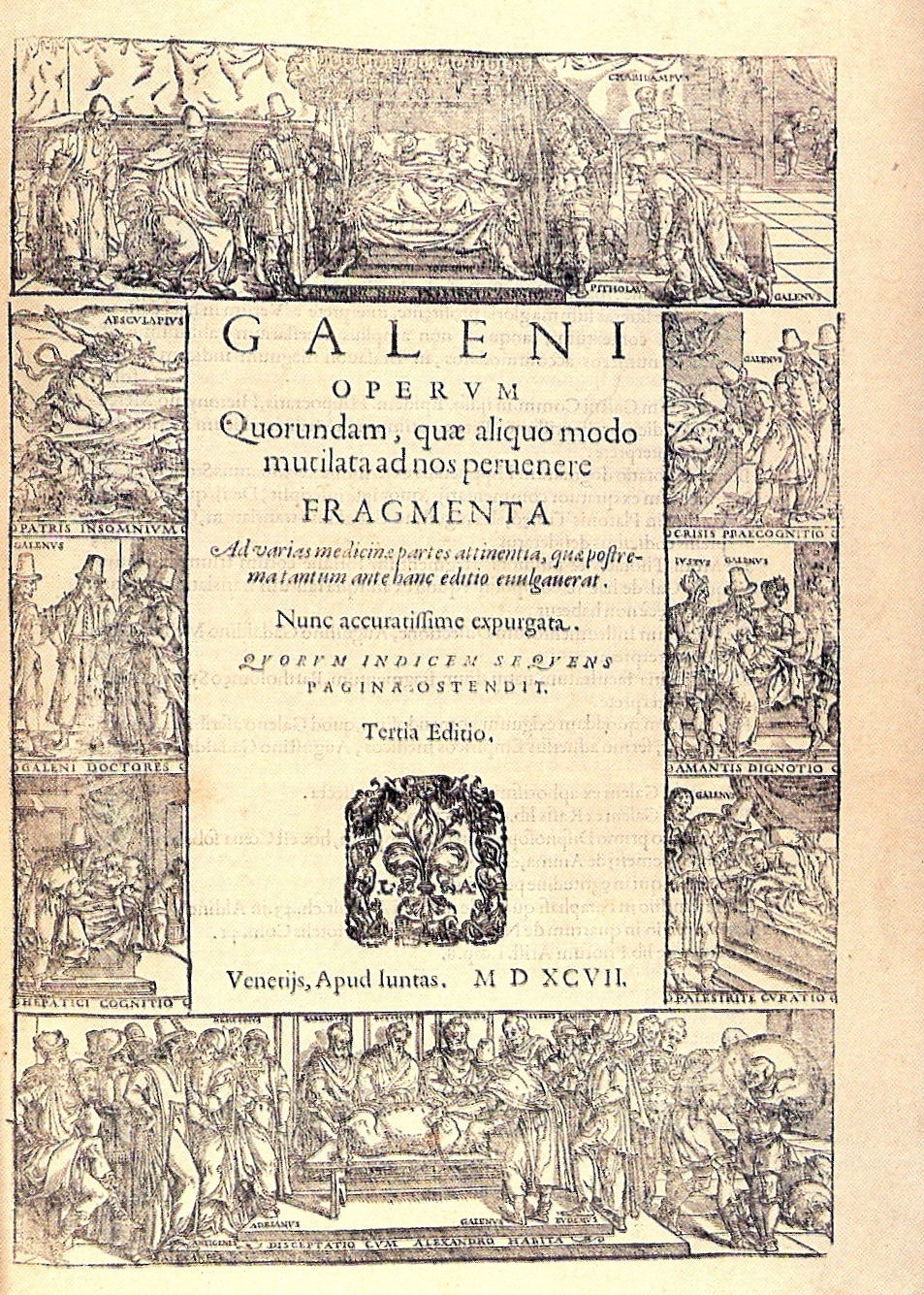
1547년 베니스에서 출판된 갈레노스의 저서 《오페라》의 표지

갈레노스는 평생 400권이 넘는 많은 양의 서적을 출판하였다. 의학 외에도 상당히 넓은 분야의 학문을 깊이 연구하고 그 체계를 확립했으며 그에 대한 활발한 저술 활동을 했다. 고대에는 갈레노스의 업적이 라틴어로 번역되지 않았고 서로마가 붕괴했기 때문에 갈레노스의 위대한 작업은 모두 그리스어로 남아 있었다. 그러나 갈레노스와 그에 의해 이루어진 고대 그리스 의학은 점차 동로마 제국으로 전해졌다. 그리고 동로마의 학자들은 갈레노스의 모든 저서를 번역하였다.
이후 아랍 이슬람교도들이 처음으로 그리스의 과학 및 의료에 관심을 뒀을 때 그들은 갈레노스의 업적 중 일부를 아랍어로 번역하였다. 그 결과 몇몇 서적은 아랍어로만 존재하고 나머지는 중세 라틴어로 존재하게 되었다. 그러나 많은 학자가 아랍어로 된 것을 그리스어나 라틴어로 다시 번역하여 갈레노스의 업적이 이어지는데 공헌하였다.
그의 저서의 방대함은 호메로스 시대에서 시작하여 2세기에 이르는 동안의 그리스 문헌 전체 중 8분의 1을 차지할 정도이다. 안타까운 191년의 로마 대화재로 신전에 소장 중이던 수많은 미출간 원고가 소실되었음에도 화재에서 살아남은 저서의 양이 상당하다. 그 중 일부가 1820년 독일 의사 퀸에 의해 《갈레노스 전집》으로 나왔는데 천 쪽짜리 책 스무 권에 해당하는 방대한 분량이다. 그의 주요 저서로는 《오페라》(1490)가 있다.

## 영향
갈레노스는 중세유럽과 르네상스뿐만 아니라 이슬람까지 그 영향을 미쳤다. 9세기 동안 아랍인들은 그리스어로 된 사본들을 수집하고 번역했다. 아랍 의사이며 언어학자인 후나인 이븐 이스하크(Hunayn ibn Ishaq)는 그리스어나 시리아어판에서 자신이 번역한 갈레노스의 업적이 담긴 129가지 문헌의 목록을 만들었다." 11세기 말경에는 후나인 이븐 이스하크의 번역서와 주해서 복사판들을 다시 아랍 의사들이 라틴어로 번역하여 유럽학자들이 고대 그리스 문화를 깨치는 데 도움을 주었다. 15~16세기 의사들은 갈레노스가 기록했던 관찰과 실험들을 그대로 정확하게 사용해야 한다는 결론에 다다르게 되고 인문주의자들은 그리스어 원본을 직접 라틴어판으로 번역해야겠다는 필요성을 느끼게 되었다. 르네상스 기간에 부활한 갈레노스의 전통은 현대의학의 발흥에도 중요한 역할을 했다.

## 참고 자료 및 관련 문헌
- Jeanne Bendick (2006년 7월 15일). 《의학의 문을 연 갈레노스》. 실천문학. ISBN 89-392-0552-9.

## 같이 보기
- 히포크라테스
- 사체액설